# Psamathe fauveli
Psamathe fauveli är en ringmaskart som först beskrevs av Averincev 1962.  Psamathe fauveli ingår i släktet Psamathe och familjen Hesionidae. Inga underarter finns listade i Catalogue of Life.